# 현대 스타리아
현대 스타리아(STARIA)는 현대자동차가 2021년에 출시한 전륜구동 승합차이다. 스타렉스의 후속 모델이기도 하다. 차명 '스타리아'는 별 '스타'(Star)와 물결(RIA)의 합성어이다.

## 4세대(US4)

### 스타리아 (2021년 4월 15일~ 현재)
2021년 3월 11일에는 티저 이미지가, 18일에는 내외장 이미지가 공개됐다. 그 후 스타리아 디지털 월드 프리미어 영상을 통해 2021년 4월 13일 정식 출시됐다. 스타리아는 인사이드 아웃 디자인을 반영해 우주선을 연상시키는 유려한 곡선의 외관과 넓은 실내공간 및 개방감을 갖췄다.
177마력 R 2.2리터 커먼레일 디젤 엔진(D4HB), 240마력 람다2 V6 3.5리터 DOHC LPG 엔진을 이용한다. 240마력 V6 LPG 엔진은 K8, 그랜저와 공용한다. 오스트레일리아 수출용에는 람다2 V6 3.5리터 DOHC 가솔린 엔진이 있다. 2024년 3월에는 감마 1.6리터 가솔린 터보 하이브리드도 추가했다.
선행차량인 스타렉스와 달리, 전륜구동 플랫폼으로 바뀌었다. 8세대 쏘나타(DN8)의 전륜구동 플랫폼이 적용되고, 4세대 카니발(KA4)과 공용한다. 이 때문에 커먼레일 디젤 엔진은 후륜구동 기반 모델에 주로 적용하는 2.5리터 A엔진 대신 2.2리터 R엔진이 적용됐으며, 200마력에서 177마력으로 디튠되고 스마트스트림 버전(D4HE) 출시 이전의 엔진 사양(D4HB)으로 장착됐다. 또한 투어러의 2.2리터 디젤 모델 한정으로 AWD(HTRAC)를 선택할 수 있다. 카고(화물 밴)에는 LPG 엔진을 적용할 수 없다가, 상급 트림인 모던 한정으로 LPG 엔진의 적용이 가능해졌다.
8단 자동변속기를 기본으로 하고, 6단 수동변속기는 마이너스 옵션으로 선택할 수 있게 했다. 수동변속기를 선택하면 ISG, 스마트 크루즈 컨트롤, 전동식 주차 브레이크, 통합 주행 모드가 빠진다.
향후 FCEV(수소연료전지차)를 추가할 예정이다. EV 사양은 발매 계획이 없으나, 스타리아를 기반으로 하는 섀시캡 EV 트럭인 ST1이 2024년 4월 24일에 출시됐다.
승합형은 일반 모델(투어러)과 고급 모델(라운지)로 나뉜다. 화물 밴(카고)도 나온다.
해외에서는 오세아니아와 동남아시아 일부 국가, 유럽과 중동 시장에서 판매되고 있으며, 2022년 7월부터 2025년 3월까지 전라북도 완주군 봉동읍에 있는 현대자동차 전주공장 상용차량 공장에서도 일부 물량을 생산하다가 중단이 되었다.
2024년 2월 28일에는 쏘렌토, 카니발, K8, 그랜저, 싼타페에 적용된 1.6L 가솔린 터보 하이브리드 모델이 추가되었으며, 2D 디자인의 알루미늄 엠블럼, 현대 로고 스타일의 스마트키, C타입 USB 충전기가 적용되었으며 모던 트림부터 전방 주차 거리 경고, 하이패스, 미세먼지 센서, 풀 오토 에어컨, 8인치 디스플레이 카스테레오, 후방 모니터가 기본 적용되었다.
2025년 8월 31일에 2.2리터 디젤을 단산한다.

#### 일반 모델
일반 모델은 투어러(9인승, 11인승), 카고(3인승, 5인승)라는 두 가지 트림으로 구성된다. 밴형 모델인 카고에는 디젤 엔진과 LPG가 적용되고, 기존의 후면 해치도어 외에 후면 트윈 스윙식 도어를 선택할 수 있다. 전면부는 후드와 범퍼를 가로지르는 얇고 긴 차폭등과 주간주행등, 차체와 동일한 컬러의 라디에이터 그릴, 헤드램프, 범퍼를 통해 일체감있게 디자인했다. 측면부는 벨트라인을 낮추고 통창형인 파노라믹 윈도우를 적용해 실내에서의 개방감과 가시성을 높였다. 후면부는 간결하고 매끈한 디자인의 수직형 리어램프와 넓은 뒷유리로 개방감을 강조했다. 실내는 10.25인치 인포테인먼트, 일체형 공조 전환 조작계 등으로 구성하고 컬러 LCD 클러스터를 대시보드 상단에 배치해 운전자 사용성을 높였다. 또한 클러스터 하단, 오버헤드콘솔 상단, 센터페시아 상·하단 등에 다양한 수납공간을 적용했다.
외장 컬러는 크리미 화이트, 그라파이트 그레이 메탈릭, 문라이트 블루 펄, 다이나믹 옐로우, 어비스 블랙 펄, 쉬머링 실버 메탈릭 등 6가지 색상을 선택할 수 있다. 내장 컬러는 블랙 모노톤과 베이지 투톤을 적용했다.
2021년 10월 7일은 어린이 보호차량 사양인 스타리아 킨더가 출시되었다. V6 3.5 DOHC LPG 모던 트림을 기반으로 하고 있으며, 11인승과 15인승으로 나뉘어 있다. 11인승 사양은 안전벨트 높이 조절 장치를 기본 적용하였고, 15인승은 선행 모델인 스타렉스처럼 어린이용 시트를 적용하고 3점식 안전벨트와 안전벨트 착용 확인 시스템을 기본으로 장착하는 등 어린이의 안전과 신체 조건을 고려했다.
독일을 비롯한 유럽 시장에서는 스타리아 프라임으로 판매되고 있으며, 9인승만 판매되고 있다.

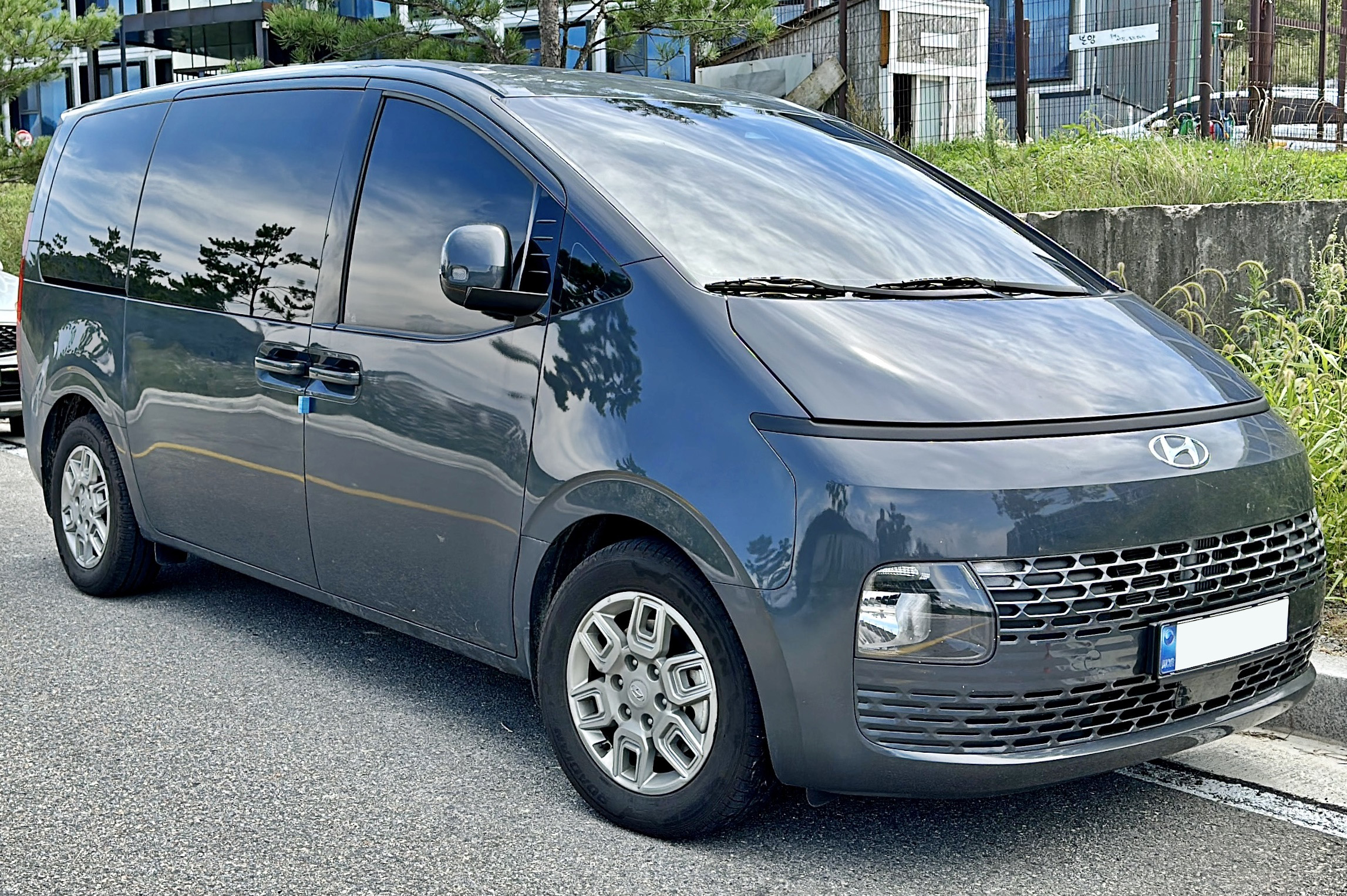
전면부
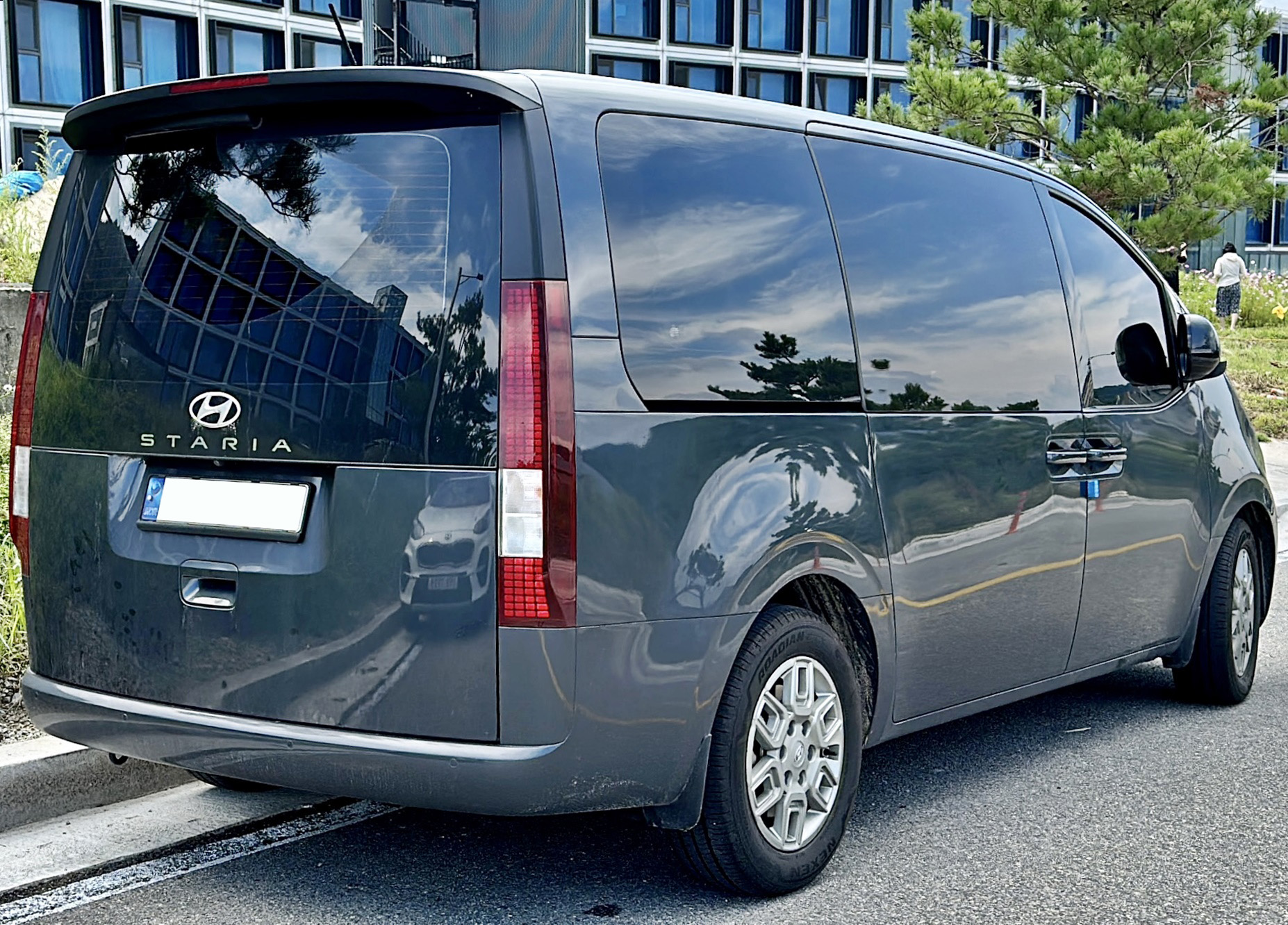
후면부

#### 고급 모델
고급 모델인 스타리아 라운지(STARIA Lounge)는 LPG 7인승, 9인승으로 운영된다. 전면부는 메쉬패턴의 그릴과 8개 아이스 큐브 타입의 Full LED 헤드램프, 방향지시등으로 볼륨감을 구현했다. 또한 크롬라인, 다이아몬드 패턴의 18인치 휠, 범퍼 전·후면 하단 가니쉬, 사이드미러 등을 통해 정교함과 고급스러움을 강조했다. 후면부는 파라메트릭 픽셀 디자인의 LED리어 콤비네이션 램프와 램프 형상의 가니쉬를 램프 상단에 적용해 하이테크한 느낌을 강조했다. 실내는 스타리아 라운지 전용 편의 사양과 64색의 엠비언트 무드램프가 적용됐다. 7인승의 경우 척추의 균형을 바로잡는 프리미엄 릴렉션 시트를 적용했으며, 9인승의 경우 2열에 180도 회전이 가능한 스위블링 시트가 적용됐다.
외장 컬러는 크리미 화이트, 그라파이트 그레이 메탈릭, 문라이트 블루 펄, 어비스 블랙 펄, 쉬머링 실버 메탈릭, 올리바인 그레이 메탈릭, 가이아 브라운 펄  라바 오렌지 펄 등 8가지 색상을 선택할 수 있다. 내장 컬러는 블랙 모노톤, 블루 투톤, 브라운 투톤, 그레이 투톤, 횐색 투톤을 적용했다.
해외 시장에서는, 스타리아 프리미엄이라는 명칭으로 판매되고 있다.

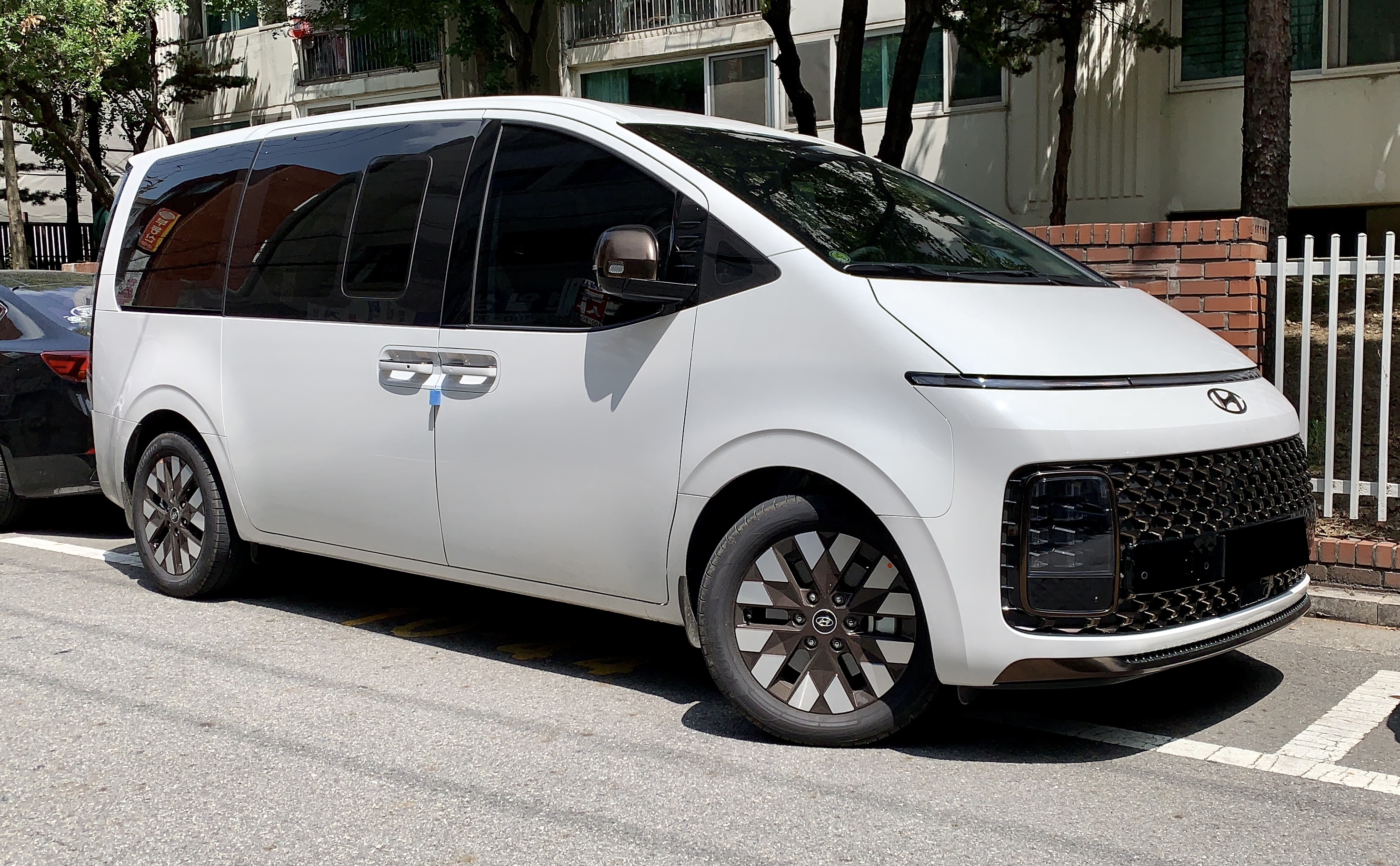
전면부
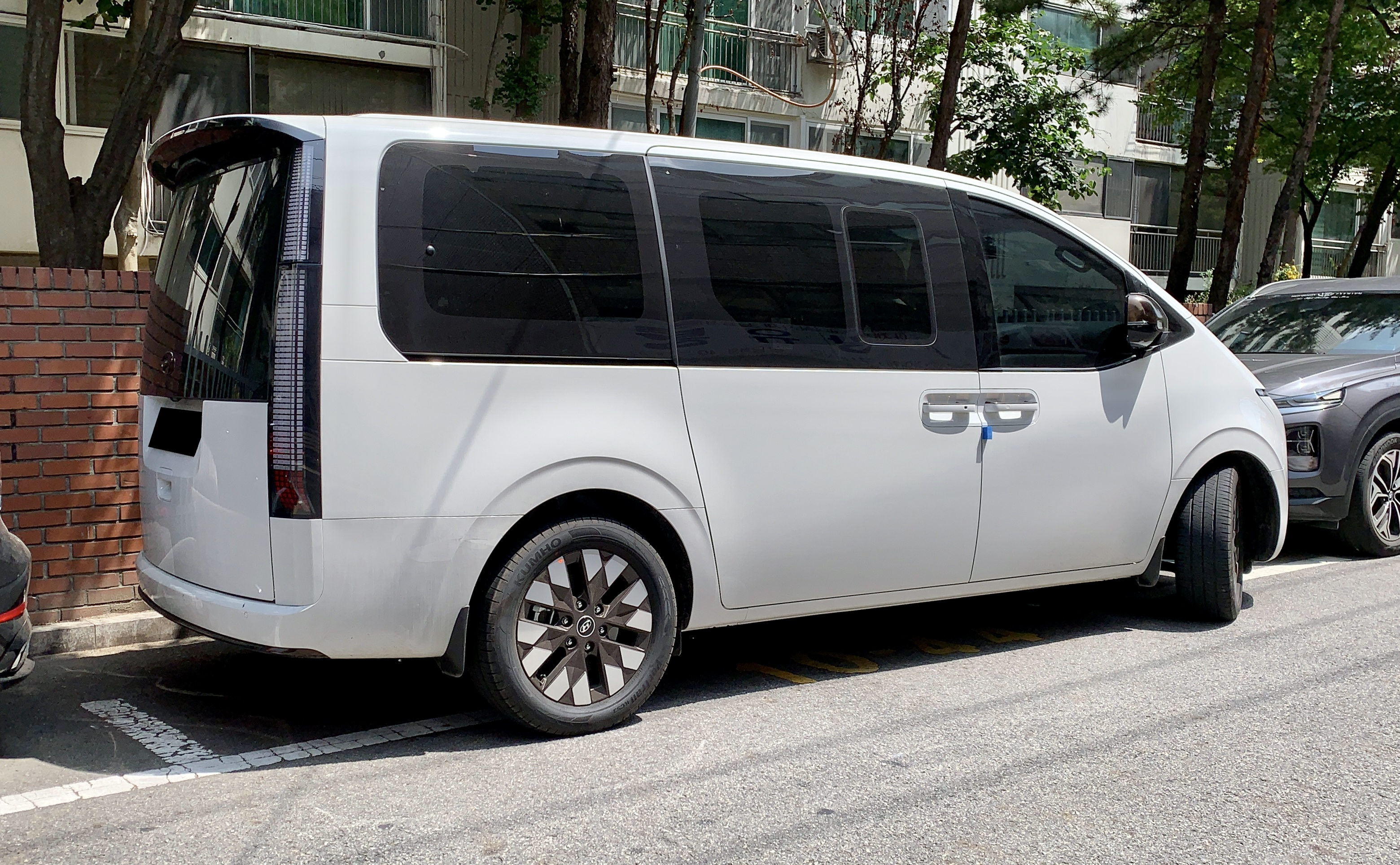
후면부
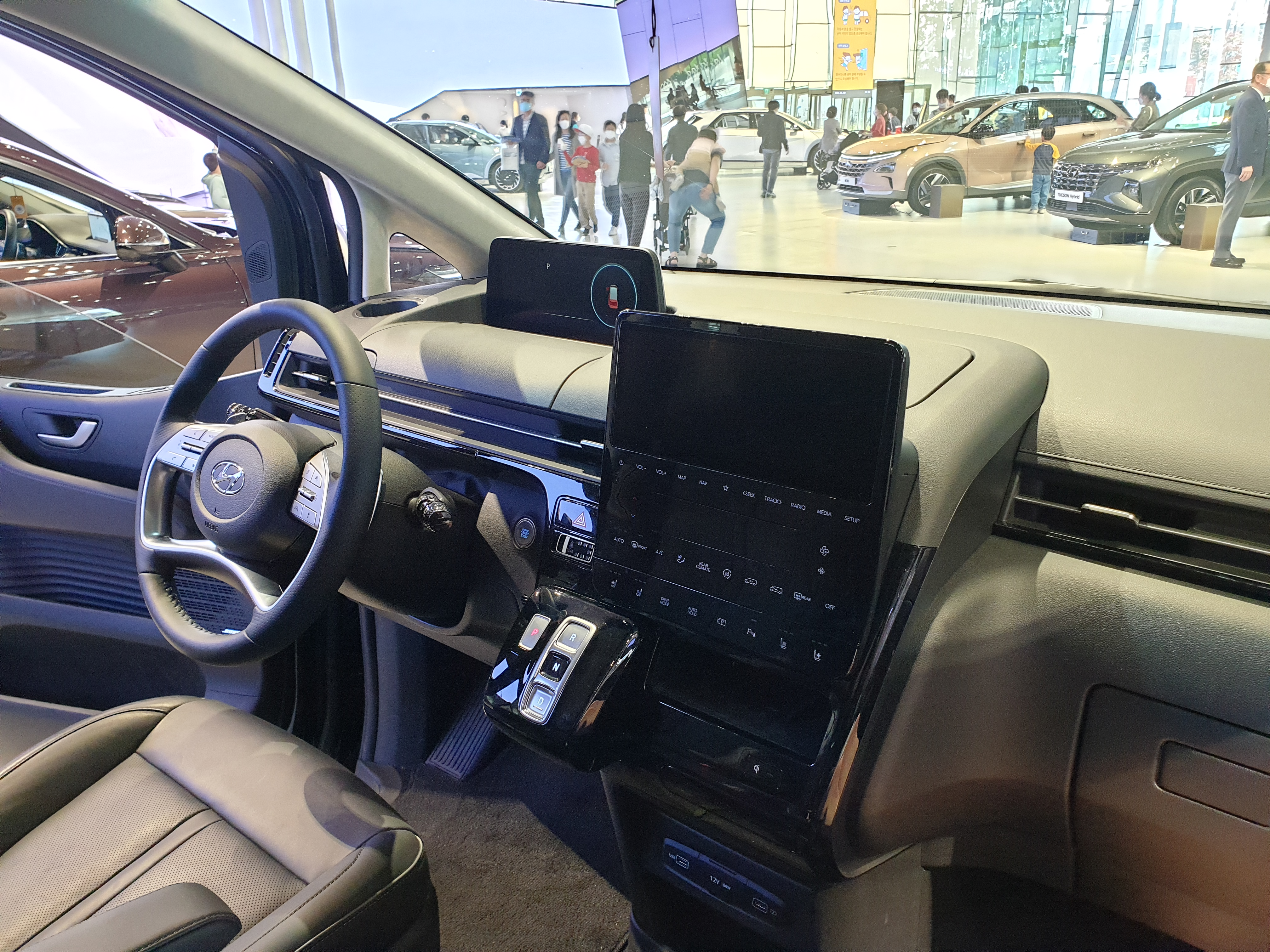
실내

### 스타리아 라운지 모빌리티 (2021년 8월~현재)
2021년 8월 9일에 출시됐다. 스타리아 라운지 모빌리티는 다목적차량 택시 모델이며, 초기 개발단계부터 카카오모빌리티와 협업해왔다. 기존 스타리아 라운지 9인승 스마트스트림 V6 3.5 DOHC LPG 엔진 사양을 기반으로 전동식 사이드 스텝, 17.3인치 루프 모니터 등을 기본 사양으로 적용했다. 또한, 전방 충돌방지 보조, 차로 이탈방지 보조, 전 좌석 헤드레스트, 전복감지 커튼 에어백 등을 적용해 탑승자의 안전성을 높였다.

### 스타리아 라운지 리무진 (2022년 4월~현재)
2022년 4월에 출시됐다. 스타리아 라운지 리무진은 스타리아 라운지 최상위 트림이다. 외관은 차량 범퍼에서 하이루프까지 이어지는 원커브 제스처 디자인이 적용됐으며, 리무진 전용 18인치 블랙 하이그로시 컬러 알로이휠을 장착했다. 또한 2열 동승석 전동 사이드 스텝은 슬라이딩 도어 개폐에 따라 자동 전개되며 주행시 차량 하부에 위치된다. 실내 전고는 기본 트림보다 205mm 확장됐으며, 1열에서 2~3열까지 이동 가능한 무버블 콘솔이 적용됐다. 이외에 25인치 후석 디스플레이, 빌트인 공기청정기, 스태리 스카이 무드조명 등이 추가됐으며, 전동식 조향장치와 리무진 특화 서스펜션이 적용됐다.
외장 컬러는 크리미 화이트, 어비스 블랙 펄 중 선택 가능하며, 내장은 그레이 단일 컬러가 적용됐다.

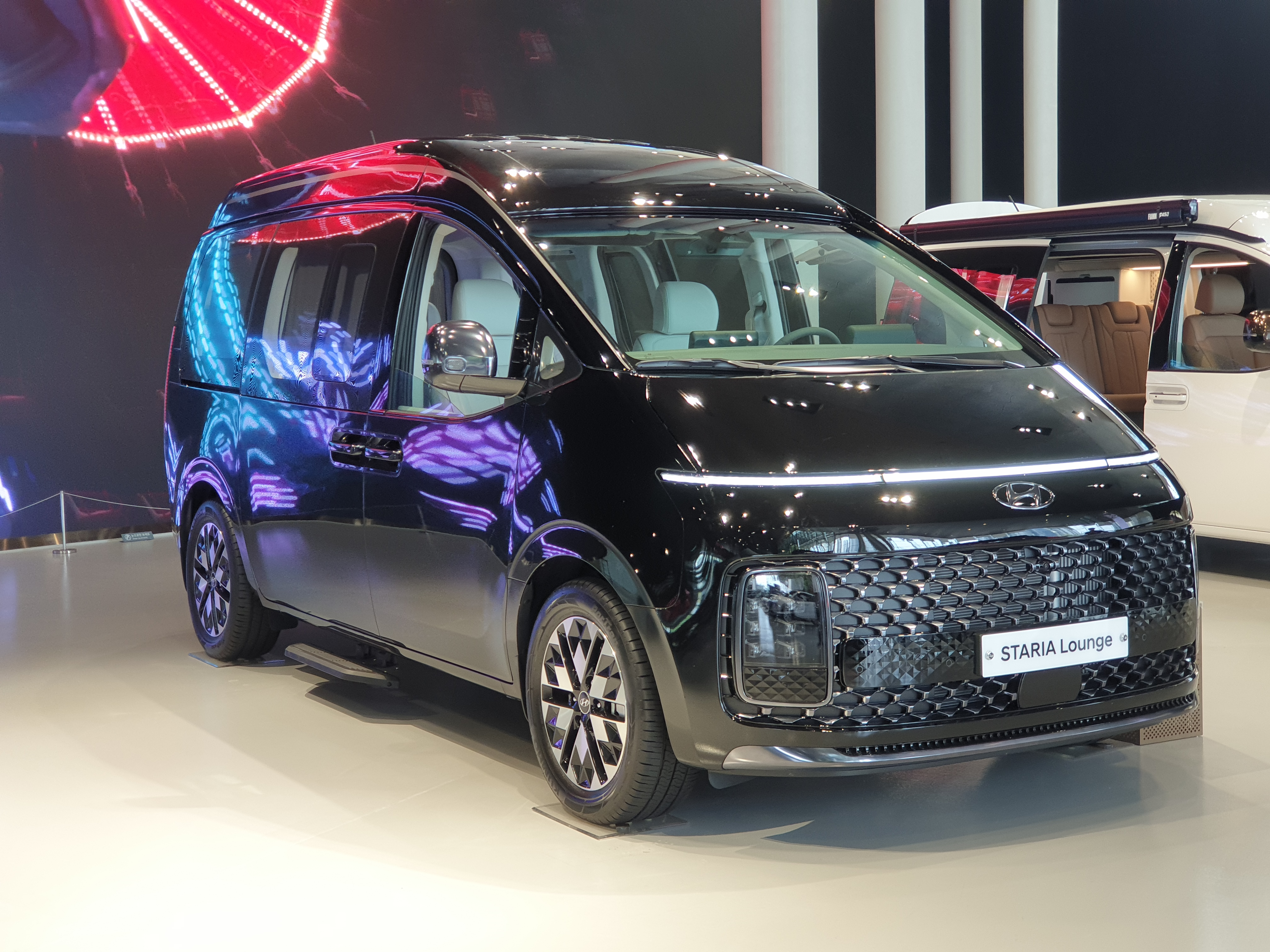
현대 스타리아 라운지 리무진 전면
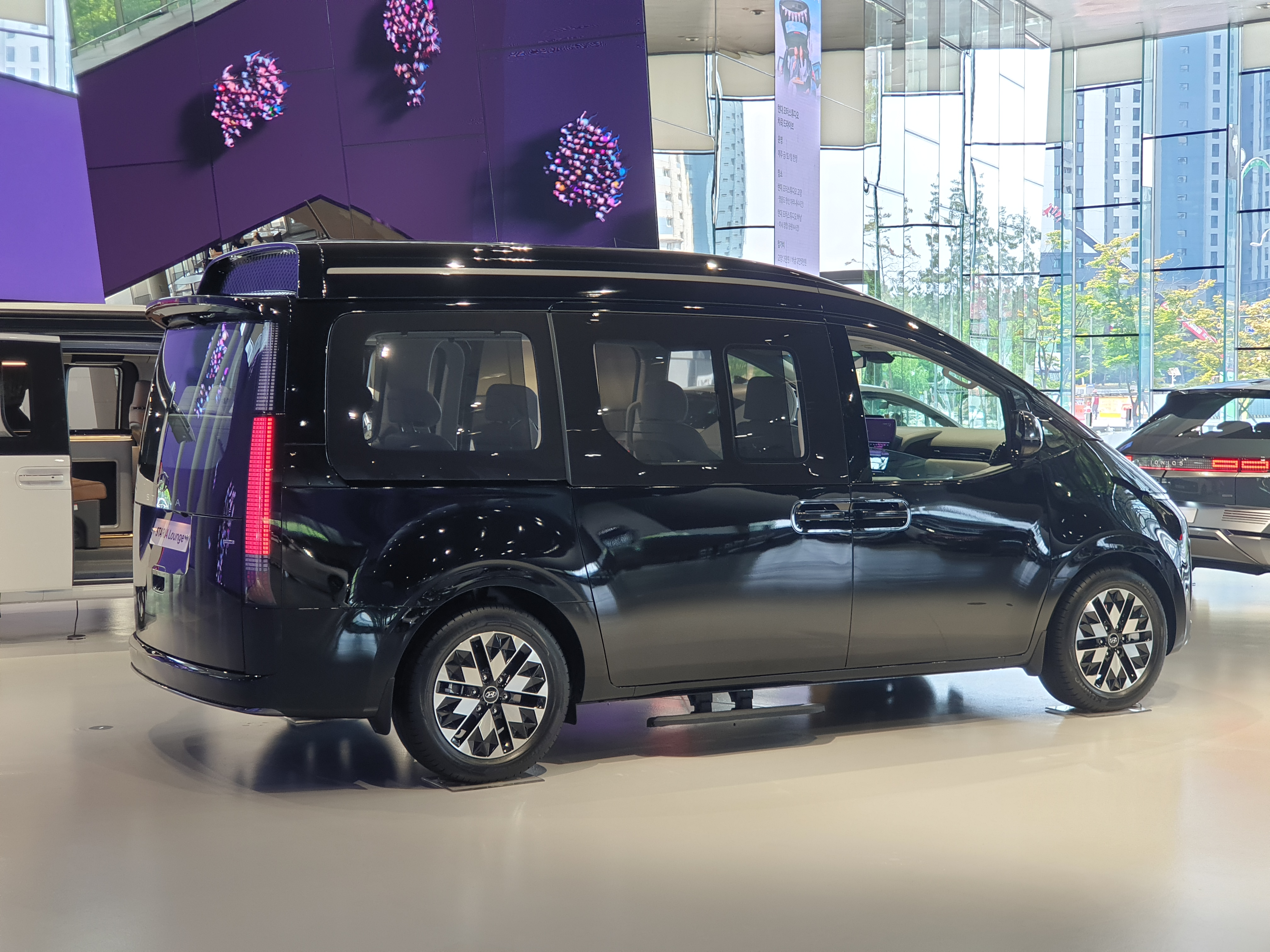
현대 스타리아 라운지 리무진 후면
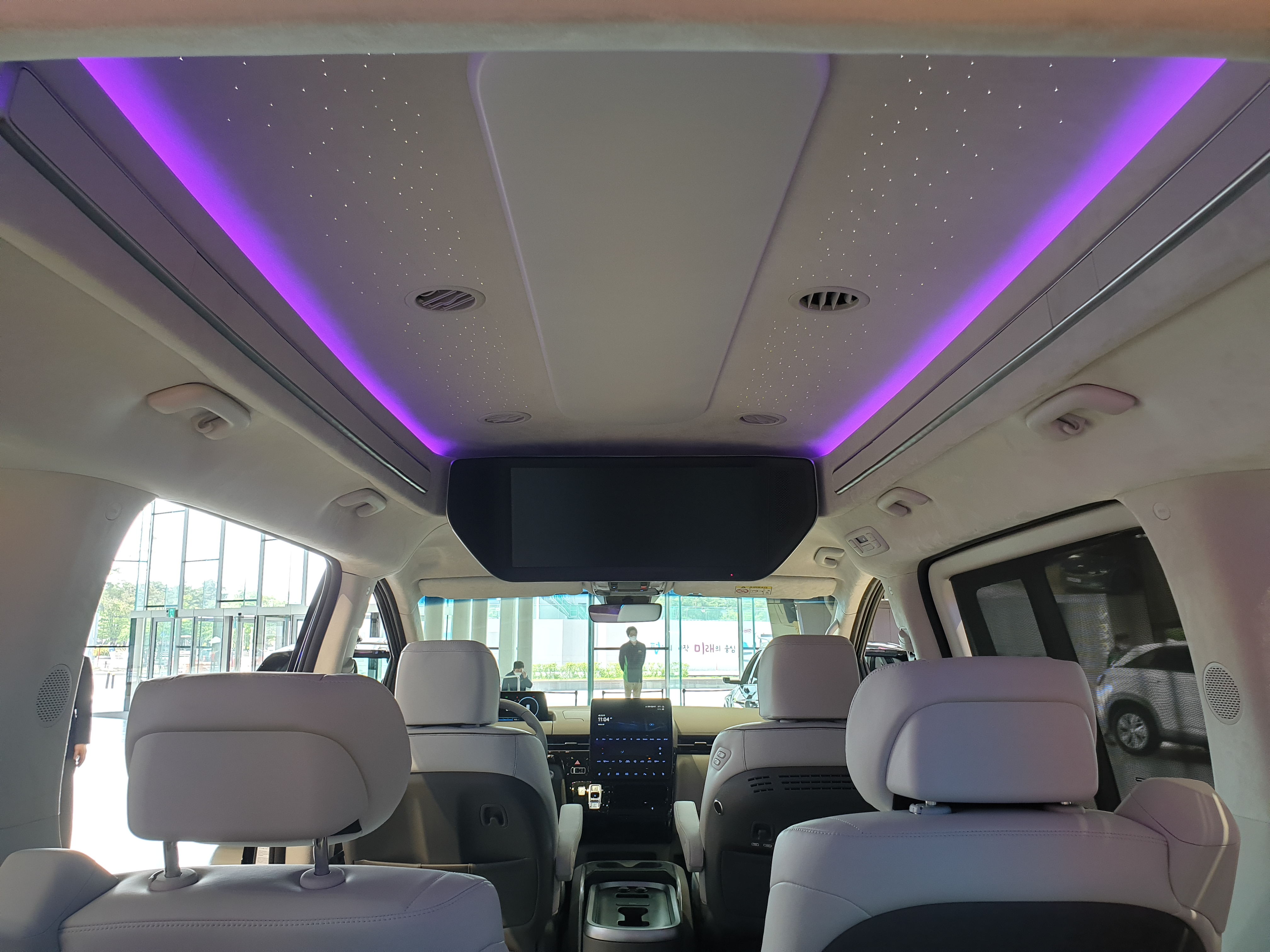
현대 스타리아 라운지 리무진 실내

### 스타리아 라운지 하이브리드 (2024년 3월 5일~현재)
2022년 4월 19일에 출시됐다. 스타리아 라운지 캠퍼는 스타리아 라운지 프레스티지 트림에 캠핑을 위한 사양이 적용된 캠핑카 모델이다. 11인승 세미 타입 캠퍼 11과 4인승 디럭스 타입 캠퍼 4 두 가지 모델로 구성됐다. 캠퍼의 전동식 팝업루프에는 공기역학적 디자인과 차체와 동일한 소재가 적용됐다. 또한 2열 풀 플랫 시트의 각도를 조절하거나, 루프를 위로 들어 올려 취침 공간으로 활용 가능하다. 이외에 캠퍼 4에는 12.1인치 접이식 통합 컨트롤러 및 모니터, 3열 리클라이닝 벤치, 36ℓ 빌트인 냉장고 및 싱크대 등이 추가 적용됐다.

외장 컬러는 크리미 화이트와 어비스 블랙 펄 중 선택 가능하며, 내장 컬러는 캠퍼 11에 블랙 모노톤 컬러, 캠퍼 4에 브라운 컬러가 적용됐다. 

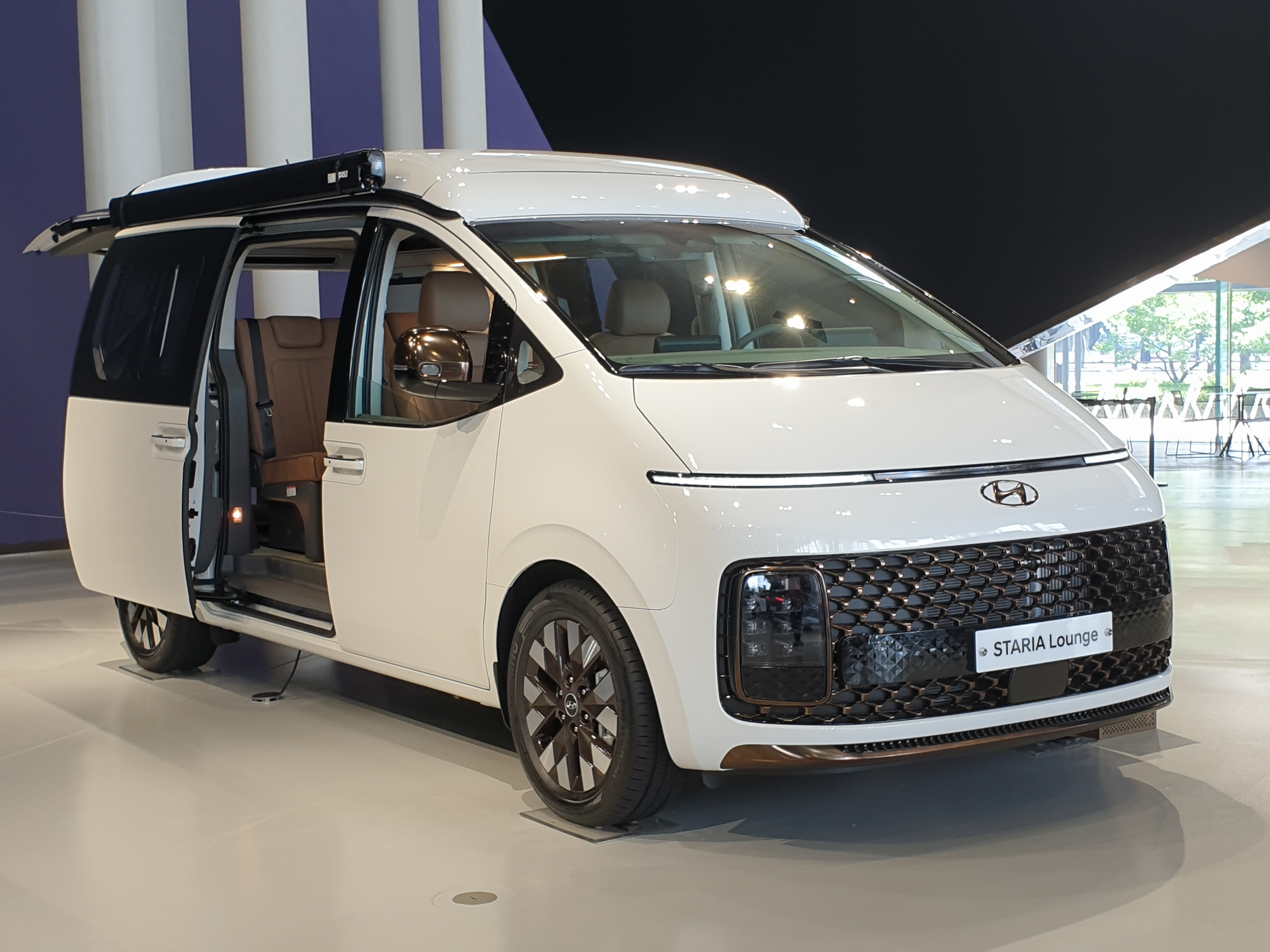
현대 스타리아 라운지 캠퍼 전면
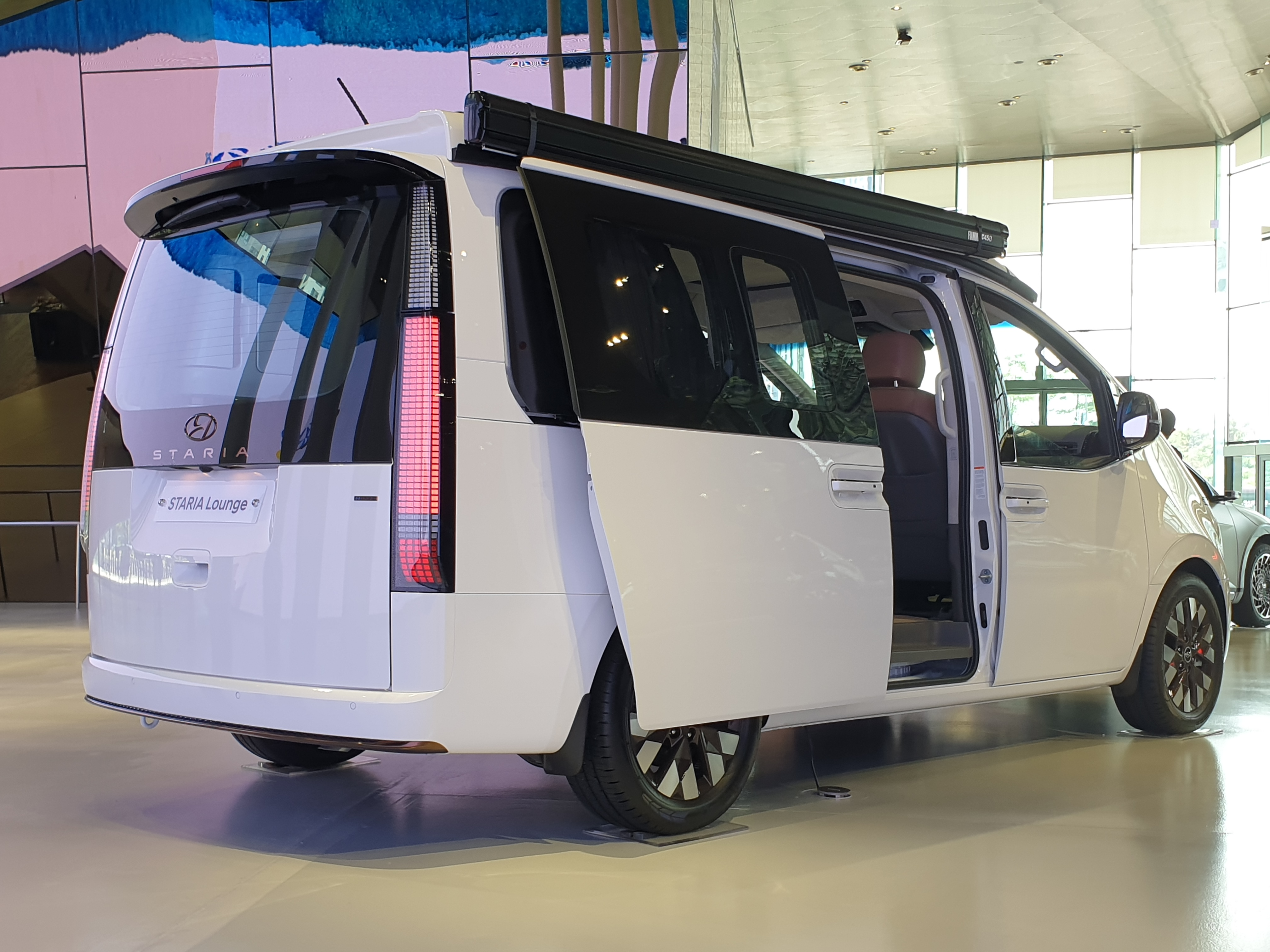
현대 스타리아 라운지 캠퍼 후면
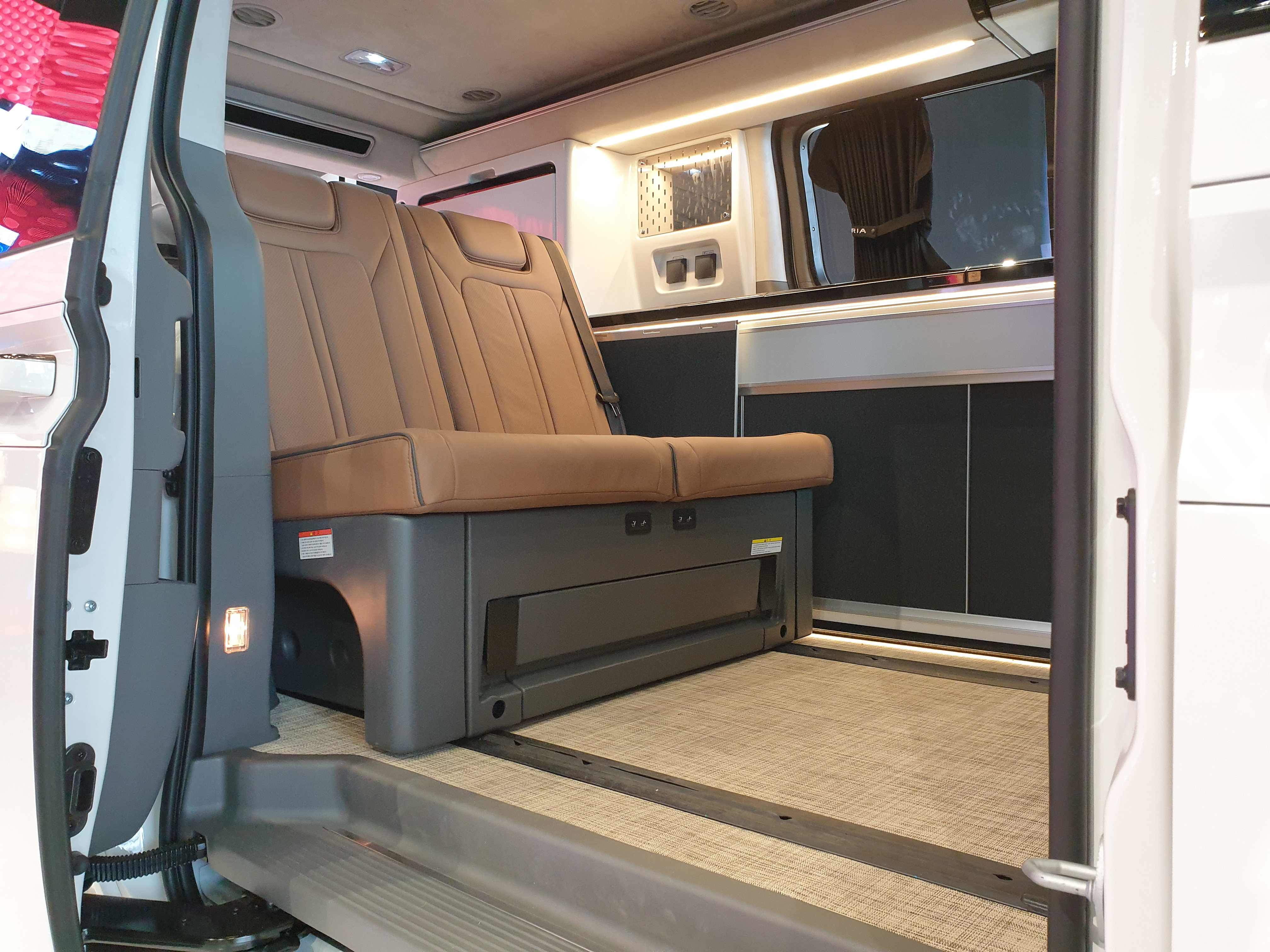
현대 스타리아 라운지 캠퍼 실내

## 제원
| 구분            | 2.2 VGT + 디젤 / 2.2 + 4WD                                              | 스마트스트림 V6 3.5 LPG                                          |
| --------------- | ----------------------------------------------------------------------- | ---------------------------------------------------------------- |
| 축간거리(mm)    | 3,275                                                                   | 3,275                                                            |
| 전고(mm)        | 1,990 / 2,000(카고) 스마트스트림 1.6 가솔린 터보 하이브리드             | 1,990 / 2,000(카고) 스마트스트림 1.6 가솔린 터보 하이브리드      |
| 전폭(mm)        | 1,995                                                                   | 1,995                                                            |
| 전장(mm)        | 5,255                                                                   | 5,255                                                            |
| 배기량(cc)      | 2,151                                                                   | 3,470                                                            |
| 최고출력(ps)    | 177                                                                     | 240                                                              |
| 최대토크(kgf·m) | 44.0                                                                    | 32.0                                                             |
| 복합연비(km/ℓ)  | 10.8(자동) / 11.8(수동) (스타리아 (투어)러 11인승 (모던) 18인치/17인치) | 10.0(자동) / 11.5(수동) (스타리아 구급차/ 소방특수구급차 17인치) |

## 각종 미디어에서의 등장

### 만화에서의 등장
- 또봇: 대도시의 영웅들 - 뉴 또봇 Z